# Jerzy Chudeusz
Jerzy Chudeusz (ur. 23 października 1958 we Wrocławiu) – polski koszykarz, po zakończeniu kariery zawodniczej - trener koszykarski.
W młodości grał w koszykówkę, jako zawodnik Gwardii Wrocław występował w II lidze w sezonie 1978/1979. Ukończył studia w Akademii Wychowania Fizycznego we Wrocławiu i pracował jako trener w Śląsku Wrocław, najpierw z drużynami młodzieżowymi (1982-1986), a w latach 1986-1989 jako asystent I trenera Arkadiusza Konieckiego. Jako I trener zadebiutował w ekstraklasie  w sezonie 1989/1990 i poprowadził Śląsk Wrocław do brązowego medalu mistrzostw Polski i Pucharu Polski (1989). Był to jego największy samodzielny sukces w karierze trenerskiej. Następnie prowadził Zastal Zielona Góra (1990-1992), był kolejno drugim trenerem w Aspro Wrocław (1992-1993), w młodzieżowej reprezentacji Polski (1994/1995) i Śląsku Wrocław (1995/1996), samodzielnie prowadził: ponownie Śląsk (1996/1997, zdobywając Puchar Polski), Polonię Przemyśl (1997-1999), Czarnych Słupsk (1999-2000), Noteć Inowrocław(2000-2003), Czarnych Słupsk (2004/2005), Astorię Bydgoszcz (2005/2006), Kotwicę Kołobrzeg (2006/2007), Polpharmę Starogard Gdański (2007/2008). 
W sezonie 2008/2009 został trenerem Górnika Wałbrzych, ale został zwolniony po pięciu kolejkach. Od jesieni 2008 do końca sezonu 2011/2012 prowadził słowacki BK 04 AC LB Spišská Nová Ves. W sezonie 2012/2013 został II trenerem Śląska, z którym awansował z I ligi do ekstraklasy. 
W grudniu 2013 po zwolnieniu Milivoje Lazicia objął stanowisko pierwszego szkoleniowca Śląska Wrocław, z którym zdobył Puchar Polski w sezonie 2013/2014. W 2016 roku ponownie został trenerem bydgoskiej Astorii, występującej w I lidze.
We wrześniu 2018 został trenerem II-ligowej ASK Doral Nysy Kłodzko.
20 grudnia 2020 rozwiązał umowę z I-ligowym TBS Śląskiem II Wrocław za porozumieniem stron.
Był także asystentem Piotra Langosza jako trenera pierwszej reprezentacji Polski (1999-2000).
Jest młodszym bratem Leszka Chudeusza.

## Osiągnięcia trenerskie
Trener główny
- Brąz mistrzostw Polski (1990)
- Puchar Polski (1990, 1997, 2014)
- 2. miejsce w pucharze Polski (2005)

Asystent trenera
- Mistrz Polski (1987, 1996)
- Wicemistrz Polski (1989)
- Brąz mistrzostw Polski (1993)
- Puchar Polski (1989)